# VOICE〜声優たちが歌う松田聖子ソング〜 Male Edition
『VOICE〜声優たちが歌う松田聖子ソング〜 Male Edition』（ボイス・せいゆうたちがうたうまつだせいこソング・メイル・エディション）は、松田聖子のトリビュート・アルバム。2020年12月9日発売。発売元はUSM JAPAN。

## 解説
松田聖子デビュー40周年を記念して、松田のヒット曲を人気声優たちがカバー。「Female Edition」（女性声優編）、「Male Edition」（男性声優編）の2作品を同時発売。
「Male Edition」初回限定盤特典DVDには、参加声優たちによる合唱曲「瑠璃色の地球」のリリックビデオとスタジオでのレコーディング風景に加え楽曲アレンジを担当した作家へのインタビューを収録。
参加声優は梶裕貴、野島健児、松岡禎丞、古川慎、石川界人。

## 収録曲
1. 青い珊瑚礁　（3:41）
  - 歌：梶裕貴／編曲：長谷川大介
2. チェリーブラッサム　（3:21）
  - 歌：古川慎／編曲：あらケン
3. 夏の扉　（3:25）
  - 歌：松岡禎丞／編曲：トミタカズキ
4. 一千一秒物語　（4:24）
  - 歌：野島健児／編曲：賀佐泰洋
5. マイアミ午前5時　（5:14）
  - 歌：石川界人／編曲：Super Soy Source
6. ガラスの林檎　（3:56）　
  - 歌：野島健児／編曲：高橋修平
7. SWEET MEMORIES　（4:32）
  - 歌：古川慎／編曲：中村瑛彦
8. 瞳はダイアモンド　（3:56）
  - 歌：松岡禎丞／編曲：あらケン
9. 抱いて…　（4:21）
  - 歌：石川界人／編曲：大塚郁
10. あなたに逢いたくて～Missing You～　（5:00）
  - 歌：梶裕貴／編曲：賀佐泰洋
11. 瑠璃色の地球　（3:49）
  - 歌：梶裕貴、野島健児、松岡禎丞、古川慎、石川界人
  - 編曲：曽木琢磨

## 演奏
- 長谷川大介：Electric Guitar, Acoustic Guitar, Bass (#1)
- あらケン：Electric Guitar (#2.8)
- 八木一美：Drums (#2.8)
- コンプ (豚乙女)：Bass (#2.8)
- トミタカズキ：Electric Guitar (#3)
- 石綿亮：Bass (#3)
- 原生真：Acoustic Piano, Organ (#3)
- 八巻俊介：Electric Guitar (#4.10)
- 賀佐泰洋：Acoustic Guitar (#4)
- 高橋涼：Electric Guitar, Bass (#5)
- 中村瑛彦：Electric Guitar, Bass (#7)
- 大坪正：Piano, Rhodes Piano (#8)
- 大塚郁：Electric Guitar, Bass (#9)

## 規格品番
- UICZ-9164（初回限定盤）
- UICZ-4477（通常盤）